# Sorbo Serpico
Sorbo Serpico es uno de los 119 municipios o comunas ("comune" en italiano) de la provincia de Avellino, en la región de Campania. Con cerca de 566 habitantes, se extiende por una área de 8 km², teniendo una densidad de población de 71 hab/km². Linda con los municipios de Atripalda, Salza Irpina, San Potito Ultra, Santo Stefano del Sole, y Volturara Irpina.

## Demografía
| Gráfica de evolución demográfica de Sorbo Serpico entre 1861 y 2001 |
|                                                                     |
| Fuente ISTAT - elaboración gráfica de Wikipedia                     |

- Datos: Q55119
- Multimedia: Sorbo Serpico / Q55119

1. ↑  Worldpostalcodes.org, código postal n.º 83050.
2. ↑  «Codici Catastali». Comuni-italiani.it (en italiano). Consultado el 29 de abril de 2017.